# Lo Borg de Sant Andiòu
Lo Borg Sant Andiòu (en francès Bourg-Saint-Andéol) és un municipi de la regió d'Alvèrnia-Roine-Alps i el departament de l'Ardecha.